# Панченко, Сергей Григорьевич
Панченко Сергей Григорьевич (1928—2011) — советский зоолог, украинский и казахстанский орнитолог, популяризатор охраны природы Луганской области.

## Биография
В 1951 году закончил Казахский государственный университет. В 1956 году по конкурсу избран доцентом кафедры зоологии Семипалатинского педагогического института имени Н. К. Крупской. С 1959 года заведующий этой кафедры. Проработал здесь до 1963 года, после чего подал ряд обращений в различные вузы Украины для выезда подальше от ядерного полигона. В 1963 году был избран доцентом кафедры зоологии в Луганский пединститут. За несколько лет после сложных изменений состава кафедры и досрочного выхода на пенсию заведующего кафедрой Ивана Сахно возглавил эту кафедру, а вместе с ней и зоологический музей.
Издал около 5 методических пособий по курсам зоологической и географической специализации, в том числе по изготовлению научных пособий по зоогеографии. В 2007 году издал монографию «Птицы Луганской области».

## Память
- 23 ноября 2011 года в Луганском национальном университете проведена научно-краеведческая конференция «День зоологического музея», посвященная 40-летию создания С. Панченко экспозиции Зоологического музея ЛНУ в новом корпусе университета.
- Зимой 2011/2012 годов в Музее истории Луганского университета создан памятный уголок, посвященный жизни и творчеству Сергея Панченко.

## Основные научные и педагогические труды
- Панченко С. Г. Изменение фауны птиц Луганской области за столетний период // Охраняйте родную природу. — Донецк: Изд-во Донбасс, 1969. — Вып. 2. — С. 106—114.
- Панченко С. Г. Список позвоночных Ворошиловградской области / Ворошиловградский педагогический институт. — Ворошиловград, 1973. — 32 с.
- Панченко С. Г. Птицы Луганской области. Луганск, 1972 г. — 137 с.
- Панченко С. Г. Методические указания … по изучению зоогеографии / Ворошиловград. пед. ин-т им. Т. Г. Шевченко. — Ворошиловград, 1977. — 60 с. (вкл. Каталог колекції хребетних Зоологічного музею ЛНУ).